# JOJO広重
JOJO広重（ジョジョ ひろしげ、1959年（昭和34年）9月9日 - ）は、日本のノイズミュージシャン、ギタリスト、歌手、音楽評論家、スポーツカード収集家、実業家、占い師。本名、廣重 嘉之（ひろしげ よしゆき）。

## 出自
京都府京都市出身。アルケミーレコード主宰。ノイズミュージック、非常階段の中心人物である。

## 経歴
1974年頃から京都で自宅録音を開始。当初はカセットやオープンリールテープデッキでの多重録音作品の制作が多かったという。1977年に即興演奏バンド、SLOTHを結成。1978年にアバンギャルド・パンク・ロックバンド、ULTRA BIDEを結成。ライブハウスデビューした。
1979年にノイズバンド、非常階段を結成。ロックの可能性の大部分が試行され尽くした当時、「だれもやっていない、なんだかわからないもの」を求め、ノイズ演奏に行き着いたという。
1984年にインディーズ・レーベル、アルケミーレコードを林直人と設立。CD、DVDなど200以上の作品をリリースしている。
1994年、スラップ・ハッピー・ハンフリー（JOJO広重、MINEKO、藤原弘昭）のアルバム『スラップ・ハッピー・ハンフリー』をリリースする。
1997年、自らの歌とノイズというスタイルで、JOJO広重としての初のアルバム『君が死ねって言えば死ぬから』を発表。2002年以降は単独での活動と並行して、ベースとドラムスを加えたバンド形式で演奏することが多くなる。
2010年、JOJO広重のエッセイや非常階段のメンバーの自伝などを収録した書籍『非常階段 A Story of the King of Noise』が刊行される。非常階段がステージ上での放尿や嘔吐などのパフォーマンスで知られる事に関して、広重自身は「ノイズをアートにしたくない。偉くなりたくなかった。僕らは、昔のプロレスでいう反則レスラー。この本は、30年間アホでしたという記録です。」と語っている。
スポーツカード収集家として日本スポーツカード協会会長を務め、テレビ番組CS番組で『トレカ大作戦』という帯番組を持ち、JO'Sスポーツカードという専門店を経営していた（2011年閉店）。
2012年、2枚組のソロ・アルバム『死神に出会う時のように〜JOJO'S WORLD〜』をリリースする。
2013年、それまでの全ソロ・アルバムなどを収録した10枚組のボックス・セット『生きている価値なしBOX』がリリースされる。同年、スター階段からBiS階段に至る非常階段のコラボレーション企画の歴史をまとめた単行本『非常階段ファイル』が出版される。
初音階段のライヴにて白波多カミンと共演し、白波多カミンの2014年のアルバム『くだもの』をプロデュースする。
ライブはギター演奏で行われることが多いが、2014年5月には大阪なんばベアーズにソロで出演、オルガンによるノイズ演奏を行った。
2016年、占いの店「FUTURE DAYS 下北沢」をオープンする。

## ディスコグラフィー

### スタジオ・アルバム
- 君が死ねって言えば死ぬから（1997年）
- みんな死んでしまえばいいのに（1999年）
- このまま死んでしまいたい（2000年）
- 子宮と人（2000年） - 沢口みき、秋田昌美、大野雅彦との共作
- Crimson Voyage（2001年） - 佐井好子との共作
- 怒鳴り散らすぼくの声はあまりにも小さい（2003年）
- ぼくはもう歌わないだろう（2004年）
- Osaka Fortune（2013年） - Pika、Paal Nilssen-Love、Lasse Marhaugとの共作
- Jojo（2015年） （UTECH RECORDS）
- little something（2015年）
- 2時間ライブ－Fortune of Twelve－（2016年）
- Triple Echo（2016年）
- Triple Echo 2（2017年）
- Triple Echo 3（2017年）
- Triple Echo Live（2017年）

### ベスト・アルバム
- 生きている価値なし The Very Best of Jojo Hiroshige（2002年）
- 生きてる価値などあるじゃなし（2005年）
- 死神に出会う時のように〜JOJO'S WORLD〜（2012年）
- 生きている価値なしBOX（2013年）

### ミニ・アルバム
- 情趣演歌（2014年）

### DVD
- こころの歌・最後の歌（2005年）

## 書籍

### 単著
- みさちゃんのこと JOJO広重ブログ2008-2010（2010年、天然文庫）
- 非常階段ファイル（2013年、K&Bパブリッシャーズ）

### 共著
- 非常階段―A STORY OF THE KING OF NOISE（2010年、K&Bパブリッシャーズ）[16]